# 2 février en sport
2 janvier 2 mars
Chronologies thématiques
- Croisades
- Ferroviaires
- Disney

Le 2 février (33e jour de l'année) en sport.

## Événements

### XIXesiècle
- 1841 :
  - (Boxe) : Nicholas "Nick" Ward conserve son titre de champion d'Angleterre en s'imposant face à Ben Caunt. Caunt est disqualifié sous la pression du public pour un coup interdit[1].
- 1876 :
  - (Baseball) : fondation de la National League of Professionnal Base Ball par huit clubs : Boston, Chicago, Cincinnati, Hartford, Louisville, New York, Philadelphie et Saint Louis. Cette date marque le début de la mainmise totale des propriétaires de clubs sur l’organisation du jeu.
- 1880 :
  - (Rugby à XV) : l’Angleterre bat l’Irlande un but à zéro dans le stade de Lansdowne Road à Dublin[2].
- 1889 :
  - (Rugby à XV /Tournoi britannique) : Tout comme le précédent, le tournoi britannique de rugby à XV qui se terminera le 2 mars n'est pas complet à cause du boycott de l'Angleterre par les trois autres nations[3]. À Édimbourg, l'équipe d'Écosse bat le pays de Galles (2-0).

### XXIesiècle
- 2004 :
  - (Tennis) : le Suisse Roger Federer devient le 23° numéro 1 mondial de l'Histoire du tennis, à la suite de sa victoire à l'Open d'Australie 2004.
  - (Football américain) : Houston (Texas) : les New England Patriots gagnent le XXXVIIIe Super Bowl de football américain en battant en finale les Carolina Panthers sur un score de 32 à 29.
- 2005 :
  - (Nautisme): Vincent Riou remporte la 5e édition du Vendée Globe, en 87 jours et 10 heures.
- 2014 :
  - (Tennis) : la Russe Anastasia Pavlyuchenkova remporte la 22e édition de l'Open Gaz de France aux dépens de l'Italienne Sara Errani, (3-6, 6-2, 6-3). Il s'agit du 6e titre de sa carrière.
  - (Rugby à XV) : les Irlandais lancent leur Tournoi avec une victoire sur l'Écosse 28-6 qu'ils ont dominée en termes de puissance et d'efficacité sans convaincre.
  - (Football américain) : les Seahawks de Seattle ont remporté le Superbowl, corrigeant les Broncos de Denver (43-8), à New York.
- 2018 :
  - (Rugby à XV /Tournoi féminin) : Début de la 15e édition du Tournoi des Six Nations féminin disputée par six équipes européennes : Angleterre, pays de Galles, Irlande, France, Écosse et Italie et qui se terminera le 18 mars 2018. En match d'ouverture le pays de Galles s'impose 18-17 face à l'Écosse.
- 2020 :
  - (Cyclo-cross /Championnats du monde) : à Dübendorf en Suisse, le Néerlandais Mathieu van der Poel conserve son titre mondial.
  - (Football américain /NFL) : en finale du Super Bowl, qui se déroule au Hard Rock Stadium de Miami, les Chiefs de Kansas City s'imposent face au 49ers de San Francisco (31-20).
  - (Rugby à XV /Tournoi féminin) : au Stade du Hameau, à Pau, la France s'incline face à l'Angleterre (13-19). L'Irlande bat l'Écosse (18-14) et l'Italie s'impose face au pays de Galles (19-15).
  - (Rugby à XV /Tournoi masculin) : au Stade de France, la France bat l'Angleterre (24-17).
  - (Tennis /Grand Chelem) : à Melbourne, en finale de l'Open d'Australie, le Serbe Novak Djokovic bat l'Autrichien Dominic Thiem en 5 sets (6-4, 4-6, 2-6, 6-3, 6-4) et remporte son 17e tournoi du Grand Chelem, son 8e en Australie.
- 2022 :
  - (Jeux olympiques d'hiver /JO d'hiver de 2022) : en Chine, à Pékin, premier jour de compétition des Jeux olympiques d'hiver de 2022. Toutefois, il ne s'agit pas de l'ouverture officielle de ces Jeux puisque la cérémonie d'ouverture ne se déroule que le 4 février, soit deux jours plus tard. En effet, les tournois de hockey sur glace et de curling ainsi que le ski acrobatique débutent deux jours avant la cérémonie d'ouverture en raison de contraintes liées au temps de récupération obligatoire entre les matchs et au calendrier des Jeux olympiques strictement limité à seize jours par le CIO.
- 2024 :
  - (Cyclo-cross /Championnats du monde) : début de la 75e édition des championnats du monde de cyclo-cross qui se déroulent jusqu'au 4 février 2024 à Tábor en République tchèque. Sur le relais mixte, victoire de la France.
  - (Rugby à XV /Tournoi masculin) : en ouverture du Tournoi des Six Nations, la France s'incline face à l'Irlande 17-38.
- 2025 :
  - (Cyclo-cross /Championnats du monde) : le Néerlandais Mathieu van der Poel remporte son 7e titre de champion du monde de cyclo-cross.
  - (Handball /Mondial masculin) : le Danemark conserve son titre de champion du monde de handball masculin en battant la Croatie 32-26. La France est médaillée de bronze.

## Naissances

### XIXesiècle
- 1828 :
  - Billy Caffyn, joueur de cricket anglais. († 28 août 1919).
- 1862 :
  - Émile Coste, fleurettiste français. Champion olympique en individuel aux Jeux de Paris 1900. († 7 juillet 1927).
- 1871 :
  - Montagu Toller, joueur de cricket britannique. Champion olympique aux Jeux de Paris 1900. († 5 août 1948).
- 1878 :
  - Joe Lydon, footballeur et boxeur américain. Médaillé d'argent en football puis de bronze des -65,8 kg aux Jeux de Saint-Louis 1904. († 19 août 1937).
- 1880 :
  - Frederick Lane, nageur australien. Champion olympique du 200m nage libre et du 200m nage avec obstacles aux Jeux de Paris 1900. († 14 mai 1969).
- 1882 :
  - Leonard Meredith, cycliste sur piste et sur route britannique. Champion olympique de la vitesse par équipes aux Jeux de Londres 1908 puis médaillé d'argent de la course sur route par équipes aux Jeux de Stockholm 1912. Champion du monde de cyclisme sur piste du demi-fond 1904, 1905, 1907, 1908, 1909, 1911 et 1913. († 27 janvier).
- 1893 :
  - Dick Pym, footballeur anglais. (3 sélections en équipe d'Angleterre). († 16 septembre 1988).
  - Raúl Riganti, pilote de courses automobile argentin. († 1er octobre 1970).
- 1895 :
  - George Halas, joueur de foot U.S puis entraîneur américain. († 31 octobre 1983).
- 1900 :
  - Eino Purje, athlète de demi-fond finlandais. Médaillé de bronze du 1 500m aux Jeux d'Amsterdam 1928. († 2 septembre 1984).

### XXesièclede1901à1950
- 1901 :
  - Jean Boyer, footballeur français. (15 sélections en équipe de France). († 24 novembre 1981).
- 1923 :
  - Red Schoendienst, joueur de baseball puis dirigeant sportif américain. († 6 juin 2018).
- 1925 :
  - Raimondo d'Inzeo, cavalier de sauts d'obstacles italien. Médaillé d'argent en individuel et par équipe aux Jeux de Melbourne 1956 puis champion olympique en individuel et médaillé de bronze par équipe aux Jeux de Rome 1960 et médaillé de bronze par équipe aux Jeux de Tokyo 1964 ainsi qu'aux Jeux de Munich 1972. Champion du monde de saut d'obstacles par équipes 1956 et 1960. († 15 novembre 2013).
- 1928 :
  - Philippe Chatrier, joueur de tennis puis dirigeant sportif français. Président de la FFT de 1973 à 1993. († 22 juin 2000).
- 1933 :
  - Bruno Garzena, footballeur italien. († 30 juillet 2024).
- 1934 :
  - Julia Sampson, joueuse de tennis américaine. († 27 décembre 2011).
- 1937 :
  - Zacharie Noah, footballeur camerounais. († 8 janvier 2017).
- 1940 :
  - Helga Schultze, joueuse de tennis allemande. († 12 septembre 2015).
- 1947 :
  - Léon Jeck, footballeur belge. (11 sélections en équipe de Belgique). († 24 juin 2007).
- 1948 :
  - Roger Williamson, pilote de courses automobile britannique. († 29 juillet 2007).

### XXesièclede1951à2000
- 1956 :
  - Jean-François Lamour, sabreur puis homme politique français. Champion olympique en individuel et médaillé d'argent par équipe aux Jeux de Los Angeles 1984 puis champion olympique en individuel aux Jeux de Séoul 1988 et médaillé de bronze en individuel et par équipe aux jeux de Barcelone 1992. Champion du monde d'escrime au sabre en individuel 1987. Ministre de la jeunesse et des sports de 2002 à 2007.
- 1958 :
  - William Binnie, pilote de courses automobile américain.
- 1959 :
  - Hubertus Von Hohenlohe, skieur alpin mexicain.
- 1960 :
  - Lionel Lemonchois, navigateur français. Vainqueur des Trophée Jules-Verne 2005 et 2010, de la Transat Jacques-Vabre 2005 et de la Route du rhum 2006. Détenteur du record de la Route du Rhum du 6 novembre 2006 au 10 novembre 2014.
  - Claudio Panatta, joueur de tennis italien.
- 1961 :
  - Steve Penney, hockeyeur sur glace canadien.
- 1962 :
  - Peter Pieters, cycliste sur route néerlandais. Vainqueur de Paris-Tours 1988.
  - Anne-Flore Rey, skieuse alpine française.
- 1963 :
  - Kjell Dahlin, hockeyeur sur glace suédois.
- 1966 :
  - Andrei Chesnokov, joueur de tennis soviétique puis russe.
- 1967 :
  - Laurent Giammartini, joueur de tennis en fauteuil roulant français. Champion paralympique en individuel aux Jeux de Séoul 1988 puis médaillé d'argent en double et de bronze en individuel aux Jeux de Barcelone 1992.
  - Mergin Sina, basketteur et entraîneur américano-belge.
- 1968 :
  - Espen Bredesen, sauteur à ski norvégien. Champion olympique au petit tremplin et médaillé d'argent du grand tremplin aux Jeux de Lillehammer 1994. Champion du monde de ski nordique en saut à ski au grand tremplin et par équipe 1993.
- 1973 :
  - Anna Jakubczak, athlète de demi-fond polonaise.
- 1975 :
  - Donald Driver, joueur de foot U.S. américain.
- 1976 :
  - Frédéric Dufour rameur français. Médaillé d'argent en deux de couple léger aux jeux d'Athènes 2004.
  - Antonio Grant, basketteur américain.
- 1978 :
  - Dan Gadzuric, basketteur néerlandais.
  - Barry Ferguson, footballeur écossais. (45 sélections en Équipe d'Écosse).
  - Olivier Mutis, joueur de tennis français.
- 1979 :
  - Sandy Casar, cycliste sur route français.
- 1980 :
  - Florent Balmont, footballeur français.
  - Tayshaun Prince, basketteur américain. Champion olympique aux Jeux de Pékin 2008. (18 sélections en équipe nationale).
- 1982 :
  - Feng Gao, judokate chinoise. Médaillée de bronze dans la catégorie des -48 kg aux Jeux d'Athènes 2004.
  - Amaël Moinard, cycliste sur route français.
- 1983 :
  - Carolina Klüft, athlète d'épreuves combinées suédoise. Championne olympique de l'heptathlon aux Jeux d'Athènes 2004. Championne du monde d'athlétisme de l'heptathlon 2003, 2005 et 2007. Championne d'Europe d'athlétisme de l'heptathlon 2002 et 2006.
- 1984 :
  - Cyril Dumoulin, handballeur français. Champion du monde de handball masculin 2015. Champion d'Europe de handball 2014 puis médaillé de bronze à l'Euro de handball masculin 2018. (60 sélections en équipe de France).
- 1985 :
  - Dennis Oliech, footballeur kényan. (63 sélections en équipe du Kenya).
- 1986 :
  - Danick Bouchard, hockeyeur sur glace canadien.
  - Samuel Camille, footballeur français.
  - Jonathan Hirschi, pilote de courses automobile suisse.
- 1987 :
  - Saia Fainga'a, joueur de rugby à XV australien. (36 sélections en équipe d'Australie).
  - Gerard Piqué, footballeur espagnol. Champion du monde de football 2010. Champion d'Europe de football 2012. Vainqueur des Ligue des champions 2008, 2009, 2011 et 2015. (94 sélections en équipe d'Espagne).
- 1989 :
  - Shane Archbold, cycliste sur route néo-zélandais.
  - Michael Thompson, basketteur américain.
- 1990 :
  - Craig Breen, pilote de courses de rallyes automobile irlandais. († 13 avril 2023).
  - Tavelyn James, basketteuse américaine.
  - Thomas Knopper, pilote de courses automobile et de karting néerlandais. († 9 août 2009).
  - Mia Rej, handballeuse danoise. Victorieuse de la Coupe Challenge féminine 2014. (13 sélections en équipe du Danemark).
- 1991 :
  - Gaëtan Bussmann, footballeur français.
  - Johann van Zyl, cycliste sur route sud-africain.
- 1992 :
  - Florian Jouanny, cycliste handisport français. Champion paralympique de la course en ligne H2, médaillé d'argent du relais par équipes mixtes H1-H5 et médaillé de bronze du contre la montre H2 aux Jeux de Tokyo 2020 puis champion paralympique de la course en ligne H1-2 et du relais par équipes mixtes H1-H5, médaillé de bronze du contre-la-montre H2 aux Jeux de Paris 2024. Champion du monde de paracyclisme sur route de la course en ligne en catégorie H2 et du relais par équipes mixtes H1-H5 2022 et 2023, champion du monde du relais par équipes mixtes H1-H5 2024.
- 1993 :
  - Marie-Aurelle Awona, footballeuse franco-camerounaise. (27 sélections avec l'équipe du Cameroun).
  - Clemens Aigner, sauteur à ski autrichien.
  - Flavien Tait, footballeur français.
- 1994 :
  - Elseid Hysaj, footballeur albanais. (80 sélections en équipe d'Albanie).
- 1996 :
  - Harry Winks, footballeur anglais. (10 sélections en équipe d'Angleterre).
- 1997 :
  - Cameron Borthwick-Jackson, footballeur anglais.
- 1998 :
  - Tuğba Şenoğlu, volleyeuse turque. Victorieuse de la Ligue des champions féminine de volley-ball 2018.
- 2000 :
  - Dmitry Loginov, snowboardeur russe. Champion du monde de snowboard du slalom géant parallèle et du slalom parallèle 2019 puis du slalom géant parallèle 2021.
  - Valentin Mihăilă, footballeur roumain. (17 sélections en équipe de Roumanie).

### XXIesiècle
- 2001 :
  - Théo De Percin, footballeur français.
  - Sondre Langås, footballeur norvégien.
  - Daishawn Redan, footballeur néerlandais.
  - Louis Rees-Zammit, joueur de rugby à XV gallois. (32 sélections en équipe du pays de Galles).
- 2002 :
  - Julius Dirksen, footballeur néerlandais.
- 2004 :
  - Hilmir Rafn Mikaelsson, footballeur islandais.
  - Shola Shoretire, footballeur anglais.

## Décès

### XXesièclede1901à1950
- 1918 :
  - John L. Sullivan, 59 ans, boxeur américain. Champion du monde poids lourds de boxe de 1882 à 1892. (° 15 octobre 1858).
- 1920 :
  - Wilberforce Eaves, 52 ans, joueur de tennis britannique. Médaillé de bronze du simple aux Jeux de Londres 1908. (° 10 décembre 1867).
- 1925 :
  - Jaap Eden, 51 ans, cycliste sur piste et patineur de vitesse néerlandais. Champion du monde de cyclisme sur piste des 10 km 1894 et champion du monde de cyclisme sur piste de la vitesse amateur 1895. Champion du monde toutes épreuves de patinage de vitesse 1893, 1895 et 1896. (° 19 octobre 1873).

### XXesièclede1951à2000
- 1956 :
  - Truxton Hare, 77 ans, athlète de lancers et d'épreuves combinées puis joueur de foot U.S. américain. Médaillé d'argent du marteau aux Jeux de Paris 1900 puis médaillé de bronze du décathlon aux Jeux de Saint-Louis 1904. (° 12 octobre 1878).
- 1987 :
  - Carlos José Castilho, 59 ans, footballeur brésilien. Champion du monde de football 1958 et 1962. Vainqueur de la Copa América 1949. (25 sélections en équipe nationale). (° 27 novembre 1927).
- 1995 :
  - Fred Perry, 85 ans, pongiste et joueur de tennis britannique. Champion du monde de tennis de table en individuel 1929. Vainqueur des US Open 1933, 1934 et 1936, de l'Open d'Australie 1934, des tournois de Wimbledon 1934, 1935 et 1936 et de Roland Garros 1935. (° 18 mai 1909).

### XXIesiècle
- 2002 :
  - Stanley Matthews, 87 ans, footballeur anglais. (° 1er février 1915).
- 2005 :
  - Max Schmeling, 99 ans, boxeur allemand. Champion du monde poids lourds de 1930 à 1932. (° 28 septembre 1905).
- 2006 :
  - Pat Rupp, 63 ans, hockeyeur sur glace américain. (° 12 août 1942).
- 2007 :
  - Masao Takemoto, 87 ans, gymnaste japonais. Médaillé d'argent du saut de cheval aux Jeux d'Helsinki 1952, médaillé d'argent du concours général par équipes puis médaillé de bronze aux anneaux, aux barres parallèles et à la barre fixe aux Jeux de Melbourne 1956 et champion olympique du concours général par équipes puis médaillé d'argent à la barre fixe aux Jeux de Rome 1960. Champion du monde gymnastique au sol 1954 et 1958. (° 29 septembre 1919).
- 2014 :
  - André Abadie, 82 ans, joueur de rugby à XV français. (1 sélection en équipe de France). (° 31 janvier 1932).